# Ástþór Magnússon
Ástþór Magnússon Wium (født 4. august 1953 i Reykjavík) er en islandsk forretningsmand og fredsaktivist, der er bedst kendt for sine mange forgæves forsøg på at blivw Islands præsident.

## Baggrund og uddannelse
Efter at have taget studentereksamen gik Ástþór på Islands handelsskole, hvorefter han flyttede til Storbritannien for at studere reklamefotografi og markedsføring ved Medway College of Art and Design.

## Eurocard
Ástþór bragte Eurocard til Island i 1979, hvor det som landets første - og i flere år eneste - kreditkort fik stor udbredelse. Eurocards succes gjorde ham økonomisk uafhængig. 

## Politisk karriere
Ástþór har stillet op til det islandske præsidentvalg fire gange: 1996, 2004, 2012 og 2016. 
I 2000 lykkedes det ham ikke at opnå de nødvendige godt 1.500 underskrifter for at komme på stemmesedlen; forud for præsidentvalget i 2012 blev hans kandidatur 1. juni annulleret, da han ikke havde fået et lovpligtigt certifikat fra valgstyreren i Nordvestkredsen; eftersom Ástþór var eneste udfordrer betød dette, at præsident Ólafur Ragnar Grímsson blev genvalgt uden modkandidater.
Ástþór var leder af Demokratibevægelsen, som han etablerede i 1998 med det formål at promovere direkte demokrati og e-demokrati. Bevægelsen stillede op til altingsvalget 2009 og fik 0,6% af stemmerne, hvorefter den nedlagdes. Han grundlagde også fredsbevægelsen Peace2000.
I 1996 omdelte han bogen Virkjum Bessastaði (Brugen af Bessastaðir) til alle husstande i Island. 

## Familie
Ástþór er gift med den russiskfødte advokat Natalia Wium. 